# 鳥居明雄
鳥居 明雄（とりい あきお、1949年4月26日- ）は、国文学者、都留文科大学名誉教授。
山梨県生まれ。東京都立大学 (1949-2011)大学院博士課程中退。2000年「贖罪の中世」で文学博士。都留文科大学助教授、教授。2013年定年退任、名誉教授。専攻・日本中世文学（能・説話）。

## 著書
- 『鎮魂の中世 能伝承文学の精神史』ぺりかん社 1989
- 『漂泊の中世 説経語り物の精神史』ぺりかん社 1994
- 『贖罪の中世 伝承藝文の精神史』ぺりかん社 1999
- 『をぐり―再生と救済の物語』ぺりかん社、2011
- 『出会いの精神史 語りの原像』ぺりかん社 2013
- 『長谷川伸の戯曲世界 沓掛時次郎・瞼の母・暗闇の丑松』ぺりかん社、2016

## 共編
- 『能　粟谷菊生舞台写真集』吉越研共編 ぺりかん社 2006
- 『景清 粟谷菊生の能舞台」吉越研共編 ぺりかん社 2006

## 参考
- http://bookweb.kinokuniya.co.jp/htm/4831513075.html